# Département de Magdalena (Grande Colombie)
1824–1830
Entités précédentes :
- Province de Santa Marta
- Province de Carthagène des Indes
- Province de Riohacha

Entités suivantes :
- Province de Santa Marta
- Province de Carthagène des Indes
- Province de Riohacha

Le département de Magdalena (departamento de Magdalena, en espagnol) est une subdivision administrative de la Grande Colombie créée en 1824. Il est situé dans la partie nord du territoire de l'actuelle Colombie.

## Histoire
Le département de Magdalena est créé en 1824 par la Ley de División Territorial de la República de Colombia, qui réorganise le découpage politico-administratif du territoire de Grande Colombie.

## Géographie

### Divisions administratives
Selon la Ley de División Territorial de la República de Colombia du 25 juin 1824, le département de Magdalena est subdivisé en 3 provinces :
- Province de Santa Marta
- Province de Carthagène des Indes
- Province de Riohacha